# Mein ein, mein alles
Mein ein, mein alles (Originaltitel: Mon Roi) ist ein französisches Filmdrama von Maïwenn aus dem Jahr 2015. Der Film wurde 2015 für die Goldene Palme des Filmfestivals in Cannes nominiert.

## Handlung
Tony (Emmanuelle Bercot) zieht sich bei einem Skiunfall eine Knieverletzung (Kreuzbandriss) zu und besucht eine Klinik.
Dort empfiehlt ihr eine Therapeutin, über mögliche psychologische Gründe für ihre Verletzung nachzudenken. Denn das Kniegelenk symbolisiere die Fähigkeit loszulassen, nachzugeben und Dinge rückblickend zu betrachten, da es ein Gelenk sei, das man nur nach hinten beugen könne. Wenn also unser Knie schmerze, sei es durchaus denkbar, dass wir Schwierigkeiten hätten ein Ereignis aus unserem Leben zu akzeptieren, und der Heilungsprozess müsse dann auch auf diesem psychologischen Weg erfolgen. Damit ist der Rahmen für den weiteren Film festgelegt. Tony lässt – unterbrochen durch Szenen physiotherapeutischer Rehamaßnahmen – ihre On-Off-Beziehung zu Georgio (Vincent Cassel) Revue passieren.
Eines Abends, als Tony in einem Club unterwegs ist, sieht sie Georgio, einen Mann, den sie erkennt. Sie bespritzt ihn mit Wassertropfen aus einem Champagnerkübel um seine Erinnerung zu wecken, aber es funktioniert nicht. Später, als Georgio Tony und ihre Freunde zu sich nach Hause eingeladen hat, erklärt sie, dass sie sich kennengelernt haben, als sie während ihres Jurastudiums als Kellnerin jobbte und er Frauen, mit denen er flirtete, immer auf die gleiche Art mit Wasser bespritzte. Georgio ist Gastronom und Tony ist beeindruckt von seinem Lebensstil und seiner Lebensfreude. Bei ihrem zweiten Date nimmt er sie ohne Vorwarnung mit zur Hochzeit seines Freundes, wo er als Trauzeuge fungiert. Sie beginnen schnell, sich häufiger zu verabreden. Allerdings ist sie verunsichert, als er ihr seine Exfreundin Agnès – ein Model – vorstellt, weil Agnès sie ablehnt und ihr sagt, sie habe ihren Freund „gestohlen“. Dennoch geht es zwischen dem Paar weiter voran.
Georgio sagt Tony plötzlich, dass er ein Kind mit ihr möchte, dass er nun „bereit“ sei. Tony wird schwanger und die beiden heiraten.
Agnès reagiert auf die Nachricht mit einem Selbstmordversuch. Georgio beginnt, sich um sie zu kümmern, und Tony hat den Eindruck, dass ihm Agnès mehr am Herzen liegt als die Beziehung zu ihr. Sie verlässt Georgio über Nacht, obwohl er ihr verspricht, dass er sich nicht mehr mit Agnès treffen wird. Darauf erklärt Georgio Tony, dass er nun nie aufhören werde, sich um Agnès zu kümmern, weil sie, Tony, ihn verlassen habe, und sagt ihr auch, dass er nicht rund um die Uhr mit ihr zusammenleben könne. Für ihre Beziehung wäre es besser, wenn sie getrennt lebten und hauptsächlich für die schönen Zeiten zusammen seien.
Er mietet eine Wohnung gegenüber der gemeinsamen Wohnung, in die er einzieht. Während sie alleine lebt, kommen ein Anwalt und ein Umzugsunternehmen vorbei und teilen ihr mit, dass Georgio viele ihrer Besitztümer, darunter auch die, die sie zur Hochzeit mitgebracht hat, zum Verkauf wegnehmen, weil sie hoch verschuldet sind. Georgio erlangt ihren Besitz zurück und die beiden versöhnen sich kurzzeitig, rechtzeitig vor der Geburt ihres Sohnes Sindbad.
Ihre Ehe beginnt erneut zu zerbrechen, als Georgio Agnès wieder besucht und sie später ihrem Sohn vorstellt. Er behauptet auch, dass Tony ihn manchmal brauche, um auf ihren Sohn aufzupassen. Als Tony jedoch in seine Wohnung geht, findet sie ihn im Bett mit einer Frau vor, die er angeblich nicht kennt. Er erzählt ihr, dass er sie nie betrogen habe, gibt aber zu, ein Drogenproblem zu haben. Tonys Bruder empfiehlt ihr, Georgio zu verlassen, aber Tony erwidert, dass jede Ehe ihre Höhen und Tiefen habe und sie bereit sei, es weiter zu versuchen.
Tony beginnt, Medikamente zu nehmen, um mit ihrer Depression wegen ihrer Ehe fertig zu werden. Sie beginnt, ihre Dosis zu erhöhen, bis sie schließlich einen Suizidversuch unternimmt, indem sie alle ihre Tabletten einnimmt. Dadurch aufgerüttelt beschließt Tony endgültig, sich von Georgio scheiden zu lassen, doch der lehnt ab, insbesondere nachdem sie ihm mitgeteilt hat, dass er seinen Sohn nur jedes zweite Wochenende sehen wird. Er droht ihr damit, dass er ihren Selbstmordversuch und ihre Depressionen während der Schwangerschaft zur Sprache bringen werde, um das Sorgerecht für den gemeinsamen Sohn für sich zu erhalten. Dennoch lassen sich die beiden einvernehmlich scheiden und schlafen weiterhin ab und zu miteinander.
Während er eine Entzugstherapie besucht, entschuldigt sich Georgio bei Tony dafür, dass er sie verletzt hat. Die beiden fahren gemeinsam mit ihrem Sohn in den Urlaub. Tony bekommt einen öffentlichkeitswirksamen Fall, in dem sie einen Mörder verteidigt. Dabei wird ihr aber auch klar, dass Georgio sich nicht mit ihr über diesen Karrieresprung freuen kann. Während sie mit ihrem Fall beschäftigt ist, wird sie eines Tages von Georgio im Büro überrascht. Er erzählt ihr, dass bald ihr zehnjähriges Jubiläum sei, und dass er Angst habe, sie zu verlieren. Er droht ihr auch mit körperlicher Gewalt. Sie stellt klar, dass er sie schon vor langer Zeit verloren habe und dass für sie körperliche Gewalt nicht schlimmer sein könne als die emotionale Gewalt, die er ihr angetan habe.
Tony verlässt die Reha und kehrt in ihr normales Leben zurück.
In einem Lehrer-Eltern-Gespräch über den Sohn, stößt – verspätet – auch Georgio dazu. Obwohl erkennbar ist, dass sie immer noch Gefühle füreinander haben, verfallen sie nicht in die alten Muster, die den Großteil ihrer Beziehung geprägt hatten: sie lassen sich nicht auf einen Streit ein und verhalten sich auch nicht passiv-aggressiv. Georgio geht früh und verabschiedet sich von den Lehrern, ignoriert aber Tonys Abschiedsgruß. Sie lächelt etwas wehmütig, bevor sie sich wieder den beiden Lehrern zuwendet.

## Kritik
Der Filmdienst schrieb: „Mit brillanten sprühenden Dialogen und einer vorwärtsdrängenden, zugleich aber feinfühligen Inszenierung vermögen die herausragenden Hauptdarsteller dem bekannten Sujet einer zunehmend (selbst-)zerstörerischen Liebesgeschichte Momente von großer emotionaler Wucht zu entlocken. Dadurch werden auch dramaturgische Schwächen und die Stereotypen in der Figurenzeichnung weitgehend aufgefangen. Im letzten Drittel büßt das großartige Schauspieler-Drama durch längliche Szenen allerdings an Intensität ein.“

## Auszeichnungen
- 2015: Emmanuelle Bercot als beste Darstellerin bei den Internationalen Filmfestspielen von Cannes.[3]